# Salmo 89

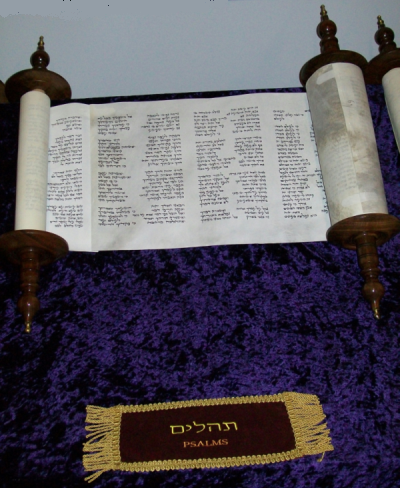
Rotolo dei Salmi in lingua ebraica

Il Salmo 89 (numerazione greca), è un capitolo del libro dei Salmi.
Tradizionalmente, è la preghiera di Mosè che illustra la fragilità dell'uomo e la consapevolezza della propria condizione, di creatura esposta alle sofferenze quotidianamente.
Il salmista, probabilmente vissuto nel 163 a.C. sotto la pace concessa da Antioco V, scrive: Prima che nascessero i monti e la terra e il mondo fossero generati, da sempre e per sempre tu sei, o Dio (89,2); "Mille anni, ai tuoi occhi, sono come il giorno di ieri che è passato(89,4), insistendo sul fatto che Dio non è una creazione degli uomini, ma esiste da sempre. Molto probabilmente il salmista, nelle numerose frasi che evidenziano che l'uomo è nulla rispetto a Dio, vive il ricordo dei sacrilegi di Antioco IV Epifane, Tolomeo III e Tolomeo IV che hanno cercato di affermare la loro superiorità o quella delle loro false divinità sul Dio d'Israele. Infatti, quando scrive: Tu li sommergi: sono come un sogno al mattino, come l'erba che germoglia; al mattino fiorisce e germoglia, alla sera è falciata e secca (89,5-6), vuole intendere che i superbi subiranno la tremenda ira di Dio, per portare l'uomo al ravvedimento.
Il decimo versetto del Salmo recita: Gli anni della nostra vita sono settanta, ottanta per i più robusti, e il loro agitarsi è fatica e delusione; passano presto e noi voliamo via. Questo pensiero sarà ripreso da Dante Alighieri quando scriverà l'incipit della Divina Commedia.